# Kvällsvarden i Emmaus
Kvällsvarden i Emmaus (nederländska: De maaltijd te Emmaus) är en oljemålning av den nederländske konstnären Rembrandt. Den målades 1648 och är utställd på Louvren i Paris.
Motivet är Jesus, som visas med ljusare gula drag, bredvid tre andra personer i Emmaus. Tavlan är målad under tid då Rembrandt ofta gestaltade kristna motiv i sina tavlor. 

## Version på Statens Museum for Kunst
Statens Museum for Kunst i Köpenhamn äger en samtida (daterad 1648) oljemålning på duk med samma motiv som benämns Kristus i Emmaus. Den tillskrevs tidigare Rembrandt, men på 1960-talet började attribuering att ifrågasättas. Idag anser de flesta konsthistoriker att målningen är utförd av en okänd konstnär i Rembrandts ateljé, men inte av mästaren själv. Tavlan förvärvades 1759 av Fredrik V av Danmark.

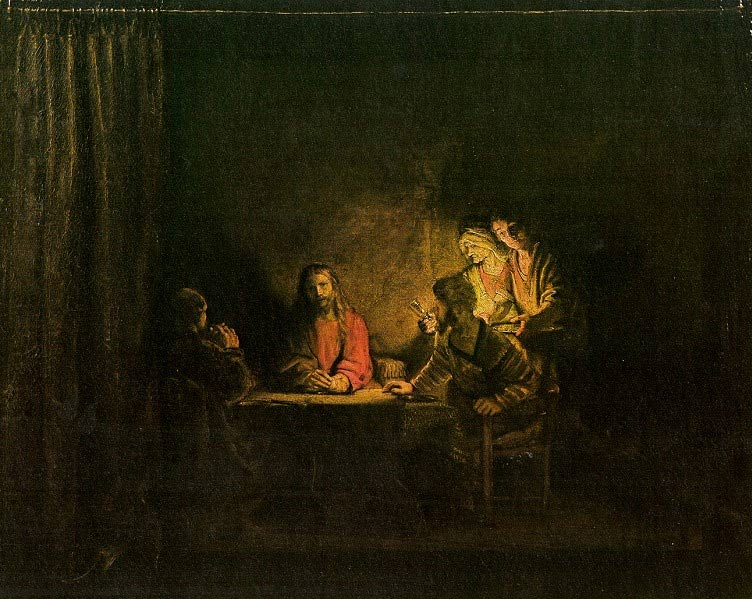
Kvällsvarden i Emmaus från 1648 i Statens Museum for Kunsts ägo. Storlek: 89,5 x 111,5 cm.